# تیری اوپون
تیری اوپون (انگلیسی: Thierry Hupond؛ زادهٔ ۱۰ نوامبر ۱۹۸۴) دوچرخه‌سوار اهل فرانسه است.
از باشگاه‌هایی که در آن بازی کرده‌است می‌توان به تیم سانوب و دلکو–مارسی پوونس کی‌تی‌ام اشاره کرد.